# Windsor (Lincolnshire)
Windsor – osada w Anglii, w hrabstwie ceremonialnym Lincolnshire, w dystrykcie (unitary authority) North Lincolnshire. Leży 46 km na północny zachód od Lincoln i 238 km na północ od Londynu.